# Campionato mondiale giovanile di scherma 1995
Il Campionato mondiale juniores di scherma del 1995 ("1995 World Juniors Fencing Championships") è stato organizzato dalla Federazione internazionale della scherma e si è svolto a Parigi in Francia dal 11 al 16 aprile.
Nel fioretto, si sono aggiudicati i titoli del campionato mondiale l'italiano Salvatore Sanzo, che ha battuto in finale il tedesco Lars Schache, e la tedesca Rita König che ha avuto la meglio sulla la tedesca Martina Gutermuth.
Nella spada l'ucraino Andriy Maliy ha battuto in finale il russo Alexander Chernyshev, ottenendo il titolo mondiale juniores maschile, mentre tra le donne la coreana Hee-Jeong Kim ha superato la polacca Joanna Jakimiuk.
Nella sciabola il francese Damien Touya prevale sul il polacco Tomasz Pigula.

## Podi

### Uomini
| Specialità  | Oro             | Argento              | Bronzo                           |
| Individuali |                 |                      |                                  |
| Fioretto    | Salvatore Sanzo | Lars Schache         | Felix Reichling Gerd Salbrechter |
| Spada       | Andriy Maliy    | Alexander Chernyshev | Claus Moerch Jdenek Tichy        |
| Sciabola    | Damien Touya    | Tomasz Pigula        | Domonkos Ferjancsik Jorge Pina   |

### Donne
| Specialità  | Oro           | Argento           | Bronzo                                 |
| Individuali |               |                   |                                        |
| Fioretto    | Rita König    | Martina Gutermuth | Roxana Scarlat Frida Scarpa            |
| Spada       | Hee-Jeong Kim | Joanna Jakimiuk   | Xiaojun Quian Cristina Vasilianov-Rusu |

## Medagliere
| Pos.   | Nazione       | Oro | Argento | Bronzo | Totale |
| ------ | ------------- | --- | ------- | ------ | ------ |
| 1      | Germania      | 1   | 2       | 1      | 4      |
| 2      | Italia        | 1   | 0       | 1      | 2      |
| 3      | Corea del Sud | 1   | 0       | 0      | 1      |
| 3      | Francia       | 1   | 0       | 0      | 1      |
| 3      | Ucraina       | 1   | 0       | 0      | 1      |
| 6      | Polonia       | 0   | 2       | 0      | 2      |
| 7      | Russia        | 0   | 1       | 0      | 1      |
| 8      | Ungheria      | 0   | 0       | 1      | 1      |
| 8      | Cina          | 0   | 0       | 1      | 1      |
| 8      | Romania       | 0   | 0       | 1      | 1      |
| 8      | Spagna        | 0   | 0       | 1      | 1      |
| 8      | Norvegia      | 0   | 0       | 1      | 1      |
| 8      | Moldavia      | 0   | 0       | 1      | 1      |
| 8      | Rep. Ceca     | 0   | 0       | 1      | 1      |
| 8      | Austria       | 0   | 0       | 1      | 1      |
| Totale | Totale        | 5   | 5       | 10     | 20     |